# Diócesis de Partenia
Partenia es una sede episcopal situada en la provincia romana de Mauretania Sitifense. Dejó de funcionar activamente a finales del siglo V. El último obispo residencial conocido, Rogatus, fue exiliado en el 484 por el rey de los vándalos y alanos, Hunerico. Se ignora la localización exacta de la antigua ciudad, que fue abandonada tras la conquista musulmana y posteriormente cubierta por el desierto. Se supone que era en la actual provincia de Sétif, en Argelia. 
La diócesis es tratada como sede titular desde 1964. Monseñor Giovanni Fallani y Monseñor José Luis Lacunza Maestrojuán, fueron designados como sus obispos titulares en 1964 y 1985, respectivamente. En 1995 fue nombrado Monseñor Jacques Gaillot, después de haber sido substituido como obispo de Évreux.  
El obispo Gaillot entonces llamó a Partenia "diócesis sin fronteras" vuelta a la vida en la internet, y hasta el 2009 se comunicaba con la ayuda de este medio con todo el mundo desde su casa en París. La página web, escrita en varios idiomas, era visitada mensualmente por cerca de 65.000 personas. Publicaba regularmente artículos del obispo y otros artículos sobre cuestiones sociales, como la situación de los migrantes, y cartas de los lectores.

## Lista de obispos titulares
| Nombramiento | Retiro     | Nacionalidad | Nombre                       | Función ejercida           |
| ------------ | ---------- | ------------ | ---------------------------- | -------------------------- |
| 04/06/1964   | 23/07/1985 | Italie       | Mñr Giovanni Fallani         | Miembro de la curia romana |
| 30/12/1985   | 29/10/1994 | Espagne      | Mñr José Lacunza Maestrojuán | Obispo auxiliar de Panamá  |
| 13/01/1995   | 12/04/2023 | France       | Mñr Jacques Gaillot          | Obispo titular             |